# Bắc Borneo
Bắc Borneo (tiếng Anh: North Borneo) là một lãnh thổ bảo hộ thuộc Anh nằm tại phần phía bắc của đảo Borneo. Lãnh thổ Bắc Borneo ban đầu được hình thành từ các nhượng địa của các quốc gia Brunei và Sulu vào năm 1877 và 1878 cho một nhân vật đại diện của Áo-Hung tên là Gustav Overbeck. Overbeck sau đó chuyển giao toàn bộ quyền lợi của mình cho Alfred Dent trước khi rút lui vào năm 1879. Năm 1881, Dent thành lập Hiệp hội hữu hạn lâm thời Bắc Borneo nhằm quản lý lãnh thổ, thể chế này được nhận hiến chương hoàng gia của Anh trong cùng năm. Đến năm sau, hiệp hội này bị thay thế bằng Công ty Đặc hứa Bắc Borneo. Tình hình khiến cho các nhà chức trách Đông Ấn Tây Ban Nha và Đông Ấn Hà Lan lo lắng, kết quả là Tây Ban Nha bắt đầu yêu sách tại miền bắc của Borneo. Nghị định thư Madrid được ký kết vào năm 1885 công nhận sự hiện diện của Tây Ban Nha tại Philippines, đổi lại là ảnh hưởng của quốc gia này nằm ngoài miền bắc Borneo. Nhằm tránh có thêm yêu sách từ các quốc gia châu Âu khác, Bắc Borneo trở thành một lãnh thổ bảo hộ thuộc Anh vào năm 1888.
Bắc Borneo sản xuất gỗ để phục vụ cho xuất khẩu; cùng với nông nghiệp thì ngành này duy trì là nguồn kinh tế chủ yếu của người Anh tại Borneo. Do dân cư quá ít nên không đáp ứng hiệu quả phát triển kinh tế, người Anh bảo trợ nhiều kế hoạch để lao công người Hoa nhập cư từ Hồng Kông và Trung Quốc đến làm việc trong các đồn điền của người châu Âu, và đưa di dân Nhật Bản đến tham gia các hoạt động kinh tế. Chính quyền bảo hộ kết thúc khi quân đội của Nhật Bản xâm chiếm Bắc Borneo trong Chiến tranh thế giới thứ hai, sau chiến tranh thì lãnh thổ nằm dưới quyền một chính phủ quân sự và tiếp đó trở thành một thuộc địa hoàng gia của Anh.

## Lịch sử

### Hình thành và những năm đầu

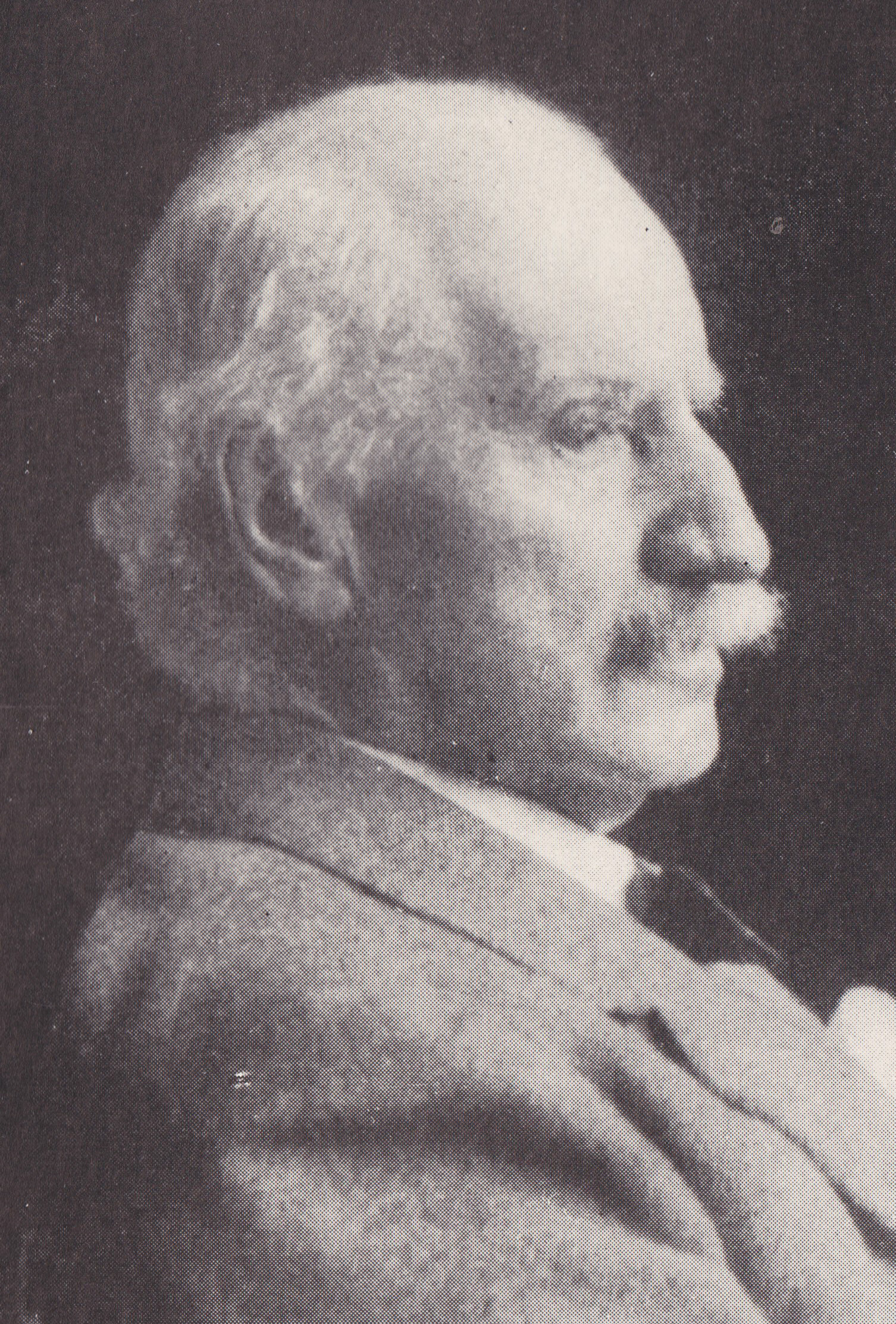
Alfred Dent là người thành lập thực thể tiền thân của Công ty Đặc hứa Bắc Borneo.

Bắc Borneo được hình thành vào năm 1877–1878 thông qua một loạt vụ cắt nhượng lãnh thổ tại miền bắc đảo Borneo từ Vương quốc Hồi giáo Brunei và Vương quốc Hồi giáo Sulu cho một doanh nhân và nhà ngoại giao người Áo gốc Đức là Gustav Overbeck. Một lãnh thổ cũ của Công ty Mậu dịch Hoa Kỳ Borneo tại bờ biển phía tây của miền bắc Borneo đã được chuyển giao cho Overbeck trước đó, khiến ông phải đến Brunei nhằm hợp pháp hóa nhượng địa mà ông mua từ Joseph William Torrey. William Clark Cowie giữ một vai trò quan trọng do là một người bạn thân thiết của Vương quốc Hồi giáo Sulu, nhân vật này giúp Overbeck mua thêm lãnh thổ tại bờ biển phía đông của Borneo. Trong khi đó, dù ảnh hưởng của Vương quốc Hồi giáo Bulungan cũng vươn đến Tawau trên bờ biển phía đông, song Sulu chiếm ưu thế hơn.
Sau thành công trong việc mua được mảnh đất lớn tại cả phần phía tây và phía đông của miền bắc Borneo, Overbeck đến châu Âu để xúc tiến lãnh thổ này tại Áo-Hung và Ý cũng như tại quê nhà là Đức, song không quốc gia nào tỏ ý thực sự quan tâm. Anh là quốc gia duy nhất hồi đáp, họ vốn đã tìm cách kiểm soát các tuyến mậu dịch tại Viễn Đông từ thế kỷ 18. Mối quan tâm của người Anh được củng cố do họ hiện diện tại Labuan từ năm 1846. Do đó, Overbeck nhận được khoản hỗ trợ tài chính từ anh em Dent từ Anh (Alfred Dent và Edward Dent) và hỗ trợ ngoại giao và quân sự từ chính phủ Anh. Sau khi có được ủng hộ từ phía Anh, một điều khoản được đưa vào các hiệp ước, theo đó các lãnh thổ bị cắt nhượng sẽ không được trao cho bên khác mà không có phê chuẩn của chính phủ Anh.

Biến đổi lãnh thổ của Bắc Borneo từ năm 1500 đến năm 1905.
Brunei
Sulu
Bulungan
Bắc Borneo thuộc Anh
Đông Ấn Hà Lan
Vương quốc Sarawak

Do không thể thu hút quan tâm từ các chính phủ Áo và Đức, Overbeck rút lui vào năm 1879; toàn bộ các quyền lợi hiệp ước của ông với các vương quốc Hồi giáo được chuyển sang cho Alfred Dent, người này vào năm 1881 lập ra Hiệp hội hữu hạn lâm thời Bắc Borneo cùng sự ủng hộ từ người đồng hương Rutherford Alcock, Đô đốc Henry Keppel, Richard Biddulph Martin, Đô đốc Richard Mayne và William Henry Read. Hiệp hội lâm thời sau đó xin Nữ hoàng Victoria một hiến chương hoàng gia, và được cấp vào ngày 1 tháng 11 năm 1881. William Hood Treacher được bổ nhiệm làm thống đốc đầu tiên, và Kudat tại mũi phía bắc của Borneo được chọn làm thủ phủ hành chính của Hiệp hội lâm thời. Việc cấp hiến chương hoàng gia cho hiệp hội khiến người Hà Lan và người Tây Ban Nha lo ngại, họ sợ rằng người Anh có thể đe dọa đến vị thế các thuộc địa của họ.
Vào tháng 5 năm 1882, Hiệp hội lâm thời bị thay thế bằng Công ty Đặc hứa Bắc Borneo mới thành lập, Alcock giữ vai trò là chủ tịch đầu tiên và Dent trở thành giám đốc điều hành của công ty. Chính quyền này không được nhìn nhận là một lãnh thổ mà Anh giành được, thay vào đó chỉ là một doanh nghiệp tư nhân có hướng dẫn của chính phủ nhằm bảo vệ lãnh thổ khỏi bị các quốc gia châu Âu khác xâm phạm. Dưới thời Thống đốc Treacher, công ty giành được thêm lãnh thổ trên bờ biển phía tây từ Vương quốc Hồi giáo Brunei. Công ty sau đó thu được thêm chủ quyền và quyền lợi lãnh thổ từ sultan của Brunei, bành trướng lãnh thổ đến sông Putatan (tháng 5 năm 1884), huyện Padas (tháng 11 năm 1884), sông Kawang (tháng 2 năm 1885), quần đảo Mantanani (tháng 4 năm 1885) và thêm các lãnh thổ nhỏ tại Padas (tháng 3 năm 1898).
Vào giai đoạn đầu của chính quyền, tồn tại một yêu sách tại miền bắc Borneo từ nhà cầm quyền Tây Ban Nha tại Philippines, có một nỗ lực nhằm dựng quốc kỳ Tây Ban Nha tại Sandakan song bị một chiến hạm của Anh cản trở. Nhằm ngăn chặn xung đột hơn nữa và kết thúc yêu sách của Tây Ban Nha đối với miền bắc Borneo, một thỏa thuận được gọi là Nghị định thư Madrid được ký kết tại Madrid giữa Anh, Đức và Tây Ban Nha và năm 1885, theo đó công nhận sự hiện diện của Tây Ban Nha tại quần đảo Philippines. Do công ty không muốn can dự vào các vấn đề ngoại giao nhiều hơn nữa, Bắc Borneo được chuyển thành một lãnh thổ bảo hộ thuộc Anh vào ngày 12 tháng 5 năm 1888. Năm 1890, Labuan được sáp nhập vào chính quyền của Bắc Borneo, song được trao lại cho chính phủ Anh cai trị vào năm 1904. Cư dân địa phương tiến hành một số cuộc khởi nghĩa, từ năm 1894 đến năm 1900 dưới quyền lãnh đạo của Mat Salleh và dưới quyền lãnh đạo của Antanum vào năm 1915. Chiến tranh thế giới thứ nhất không có tác động lớn đến lãnh thổ, song ngành gỗ phát triển trong giai đoạn giữa hai thế chiến.

### Chiến tranh thế giới thứ hai và suy thoái
Trong Chiến tranh thế giới thứ hai, Bắc Borneo bị quân Nhật áp đảo vào ngày 17 tháng 12 năm 1941. Đến ngày 3 tháng 1 năm 1942, Hải quân Nhật Bản đổ bộ tại Labuan mà không có kháng cự. Từ ngày 7 tháng 1, binh sĩ Nhật Bản tại Sarawak vượt biên sang Borneo thuộc Hà Lan và bắt đầu đến Jesselton. Một lực lượng lục quân hùng mạnh của Nhật Bản đến từ Mindanao và bắt đầu đổ bộ tại đảo Tarakan trước khi tiến đến Sandakan vào ngày 17 tháng 1. Quân Nhật tiến đến mà không gặp phải sự kháng cự mạnh mẽ nào do lãnh thổ bảo hộ này chủ yếu dựa vào Hải quân Anh để phòng thủ. Mặc dù Bắc Borneo có một lực lượng cảnh sát, song họ chưa từng có lục quân hoặc hải quân riêng. Đến cuối tháng 1, Bắc Borneo hoàn toàn bị quân Nhật chiếm đóng. Lãnh thổ được quản lý như là một bộ phận của Đế quốc Nhật Bản, các viên chức của công ty đặc hứa được phép tiếp tục quản lý dưới sự giám sát của người Nhật.

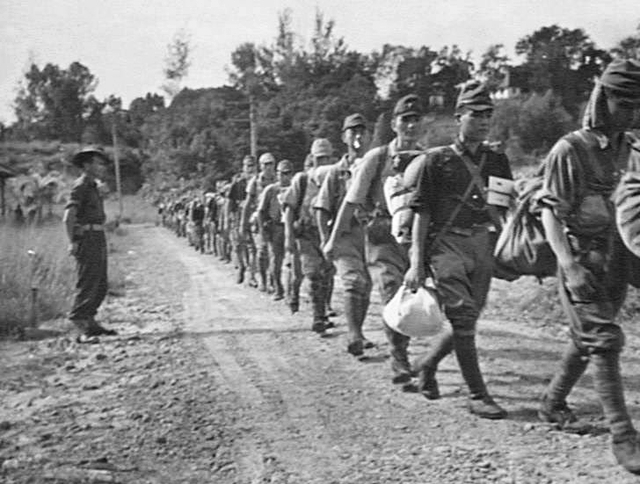
Binh sĩ Nhật Bản bị giải giáp đang hành quân đến một khu tù binh chiến tranh tại Jesselton sau khi họ đầu hàng.

Việc quân Nhật tiến đến Borneo và liên minh Anh-Nhật sụp đổ đã được dự đoán, các điện báo mật cho thấy các tàu Nhật Bản đậu thường xuyên tại Jesselton tiến hành hoạt động gián điệp. Nhiều binh sĩ Anh và Úc bị bắt sau khi Malaya và Singapore thất thủ đã bị đưa đến Bắc Borneo và trở thành tù binh chiến tranh tại trại giam Sandakan, sau đó họ bị buộc phải đi bộ từ Sandakan đến Ranau. Cuộc chiếm đóng khiến cư dân tại các khu vực duyên hải phải vào nội lục nhằm tìm thức ăn và chạy trốn hành động tàn ác trong thời chiến, dẫn đến hình thành một số phong trào kháng chiến; một trong số đó là quân du kích Kinabalu do Albert Kwok lãnh đạo và được các nhóm bản địa ủng hộ.
Lực lượng Đồng Minh được triển khai đến Borneo trong chiến dịch Borneo nhằm giải phóng đảo. Lực lượng Đế quốc Úc (AIF) giữ vai trò đáng kể trong sứ mệnh này, binh sĩ được phái đến các đảo Tarakan và Labuan để bó chặt phía đông và tây của Borneo. Đơn vị đặc biệt Z của Đồng Minh cung cấp tình báo và thông tin khác từ phía Nhật Bản nhằm giúp tạo thuận lợi để AIF đổ bộ, còn các tàu ngầm của Hoa Kỳ cũng được sử dụng để vận chuyển đặc công của Úc đến Borneo. Hầu hết các đô thị lớn tại Bắc Borneo bị oanh tạc nghiêm trọng trong giai đoạn này. Chiến tranh kết thúc vào ngày 15 tháng 8 năm 1945 sau khi Nhật Bản đầu hàng và chính quyền Bắc Borneo được chính quyền quân sự Anh tiếp quản từ tháng 9. Chính quyền chính thức của công ty trở lại cai quản lãnh thổ, song không thể tìm được vốn cho chi phí tái thiết sau chiến tranh, nên họ nhượng quyền cai trị lãnh thổ bảo hộ cho chính quyền thuộc địa hoàng gia vào ngày 15 tháng 7 năm 1946.

## Chính quyền

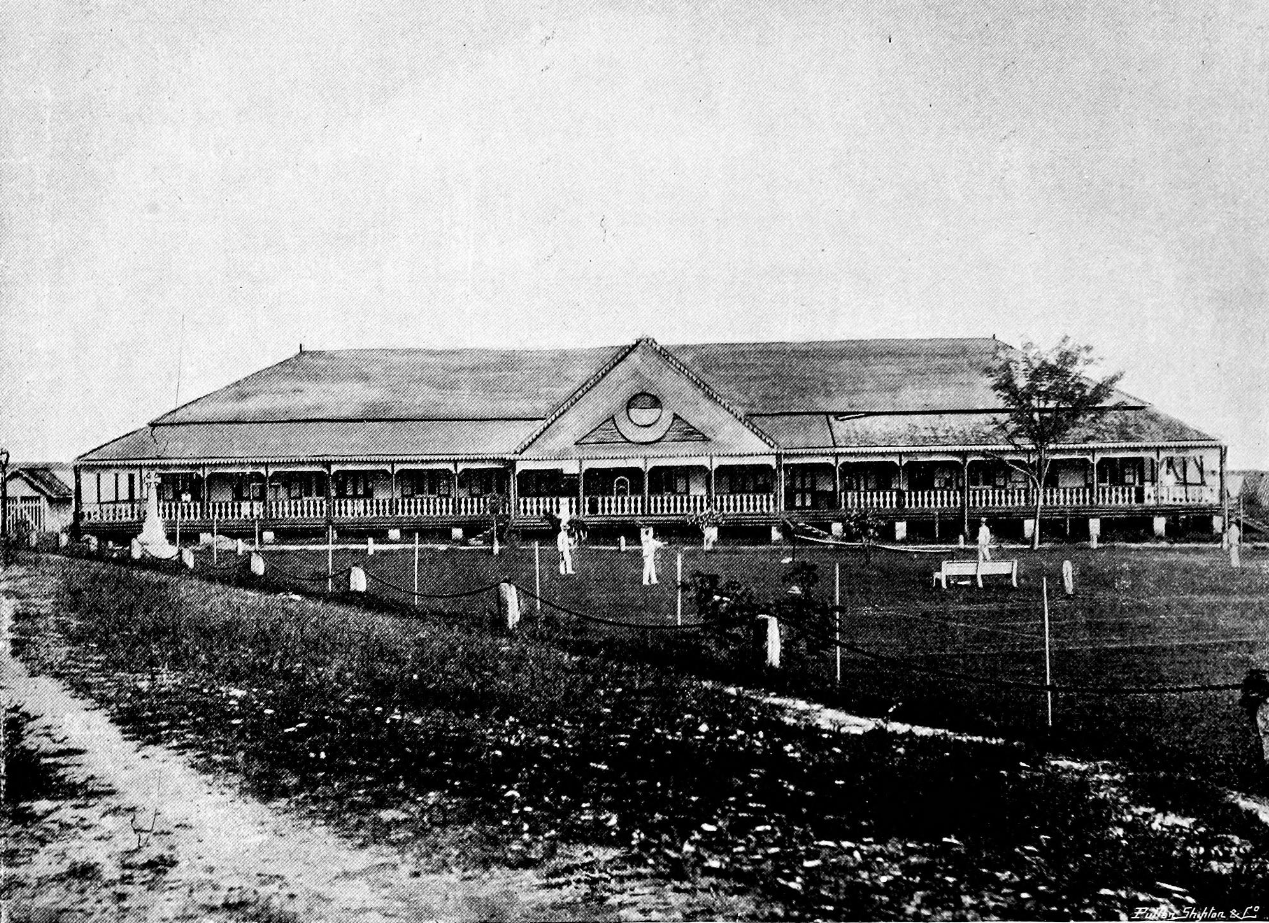
Bức ảnh từ năm 1899 của Tòa nhà chính quyền Anh tại Sandakan, thủ phủ của Bắc Borneo từ năm 1884–1945.

Hệ thống chính quyền của Công ty Đặc hứa Bắc Borneo dựa trên cấu trúc chính quyền tiêu chuẩn của Đế quốc Anh, theo đó lãnh thổ được chia giữa các tòa thống sứ, và được chia tiếp thành các huyện. Ban đầu, Bắc Borneo chỉ có hai tòa thống sứ là East Coast (Bờ Đông) và West Coast (Bờ Tây), các tòa thống sứ lần lượt đặt tại Sandakan và Jesselton. Mỗi phủ thống sứ được chia thành các tỉnh, về sau gọi là huyện, do công chức huyện điều hành. Đến năm 1922, có 5 phủ thống sứ nhằm phù hợp để phát triển các khu vực mới, chúng gồm có West Coast, Kudat, Tawau, Interior và East Coast. Các phủ thống sứ này được chia thành 17 huyện. Theo hệ thống này, các chức vụ đứng đầu thuộc về người Anh, còn các tù trưởng bản địa quản lý cư dân ở cấp cơ sở. Đây không phải là do người Anh muốn thi hành cai trị gián tiếp, mà là nhằm tạo thuận lợi cho các công chức huyện vốn không quen thuộc với phong tục và chính trị địa phương.
Chính quyền công ty lập ra nền tảng cho phát triển kinh tế tại Bắc Borneo bằng cách khôi phục hòa bình vì tại đây nạn cướp biển và xung đột bộ lạc vốn đã phát triển lan tràn. Chính quyền bãi bỏ chế độ nô lệ và lập các dịch vụ giao thông, y tế và giáo dục cho nhân dân, và cho phép các cộng đồng thổ dân tiếp tục phương cách sinh hoạt truyền thống của họ. Lực lượng cảnh sát Bắc Borneo vào năm 1883 gồm có ba người Âu, 50 người Ấn (Sikh và Pashtun), 30 người Dayak, 50 người Somalia và 20 người Mã Lai. Các cảnh sát viên được đào tạo tại trại huấn luyện trung bình ba ngày mỗi tuần. Năm 1884 lực lượng này có tổng cộng 176 thành viên, và tăng lên khoảng 510 trong vòng ba năm. Do là lãnh thổ bảo hộ nên các quan hệ quốc tế nằm trong phạm vi của chính phủ Anh, còn nội vụ do Công ty Đặc hứa Bắc Borneo cai quản với tư cách một nhà nước độc lập. Hiệp định được ký kết vào ngày 12 tháng 5 năm 1888 quy định:

Hiệp định giữa Chính phủ Anh và Công ty Bắc Borneo thuộc Anh về thành lập lãnh thổ bảo hộ thuộc Anh. —Ký kết tại London, 12 tháng 5 năm 1888.

I. Nhà nước Bắc Borneo bao gồm các lãnh thổ được quy định trong hiến chương hoàng gia đã nêu, và các lãnh thổ khác mà công ty đã thu được, hoặc có thể thu được trong tương lai, ‘theo các khoản trong Điều XV của hiến chương đã nêu.

Lãnh thổ được chia thành 9 tỉnh là:

Tỉnh Alcock;
Tỉnh Cunliffe;
Tỉnh Dent;
Tỉnh Dewhurst;
Tỉnh Elphinstone;
Tỉnh Keppel;
Tỉnh Martin;
Tỉnh Mayne;
Tỉnh Myburgh.

II. Nhà nước Bắc Borneo sẽ tiếp tục cai trị và quản lý của công ty với tư cách là một nhà nước độc lập, phù hợp với các khoản trong hiến chương đã nêu; dưới sự bảo hộ của Anh; song sự bảo hộ như vậy sẽ không trao quyền cho Chính phủ của Điện hạ được can thiệp vào quản lý nội bộ của Nhà nước ngoài quy định ở đây hoặc hiến chương của công ty.

III. Quan hệ giữa Nhà nước Bắc Borneo và toàn thể các nhà nước bên ngoài khác, bao gồm các nhà nước Brunei và Sarawak, sẽ do Chính phủ của Điện hạ thực hiện, hoặc phù hợp với chỉ đạo của họ; và nếu có bất kỳ khác biệt nào xuất hiện giữa Chính phủ Bắc Borneo và bất kỳ nhà nước nào khác, thì Công ty với tư cách là đại diện cho Nhà nước Bắc Borneo sẽ đồng ý tuân theo quyết định của Chính phủ của Điện hạ, và tiến hành tất cả những điều cần thiết để có hiệu lực.

IV. Chính phủ của Điện hạ sẽ có quyền lập viên chức lãnh sự của Anh tại bất kỳ nơi nào trên các lãnh thổ đã nêu, họ sẽ nhận được công nhận lãnh sự nhân danh Chính phủ Bắc Borneo. Họ sẽ được hưởng bất kỳ quyền lợi nào thường được trao cho các viên chức lãnh sự, và họ sẽ được cho quyền tre-o quốc kỳ Anh tại dinh thự và công sở của mình.

V. Các thần dân, hoạt động thương nghiệp, và tàu của Anh sẽ được hưởng cùng quyền lợi, đặc quyền và thuận lợi như thần dân, hoạt động thương nghiệp và tàu của quốc gia được ưu tiên nhất, cũng như bất kỳ quyền lợi, đặc quyền và thuận lợi nào khác mà thần dân, hoạt động thương nghiệp và tàu của Bắc Borneo có thể được hưởng.

VI. Không có việc Chính phủ Bắc Borneo cắt nhượng hoặc chuyển nhượng bất kỳ bộ phận lãnh thổ nào của Nhà nước Bắc Borneo cho bất kỳ nhà nước bên ngoài nào, hoặc thần dân hoặc công dân của họ, mà không có ưng thuận của Chính phủ của Điện hạ; song hạn chế này sẽ không áp dụng cho việc cấp hoặc thuê nhà đất thông thường cho các cá nhân tư nhân nhằm mục đích cư trú, nông nghiệp, thương nghiệp hoặc kinh doanh khác.

## Kinh tế

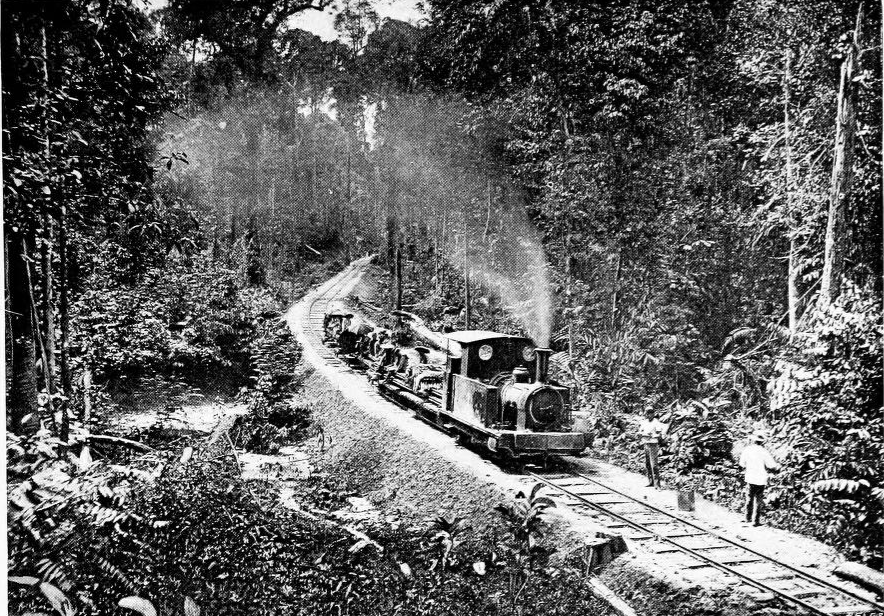
Khánh thành tuyến đường sắt Bắc Borneo vào ngày 3 tháng 2 năm 1898 nhằm vận chuyển hàng hóa tại khu vực bờ tây.

Nhờ các hoạt động kinh tế được quy hoạch tốt, nhà chức trách Bắc Borneo bắt đầu khai hoang đất cho nông nghiệp, và quyền lợi đất đai của người bản địa bắt đầu được hình thành. Tuy nhiên, chính phủ nhận thấy cư dân bản địa quá nhỏ và không phù hợp trong việc đáp ứng yêu cầu phát triển hiện đại, do đó họ bắt đầu bảo trợ nhiều kế hoạch di cư của lao công người Hoa từ Hồng Kông và Trung Quốc. Năm 1882, nhà chức trách Bắc Borneo bổ nhiệm Walter Henry Medhurst làm ủy viên về vấn đề người Hoa nhập cư nhằm tạo lực lượng lao động để thu hút thêm doanh nhân đến đầu tư tại Bắc Borneo. Các nỗ lực của Medhurst tốn kém và không thành công; tuy nhiên người Khách Gia dù không nằm trong kế hoạch song họ bắt đầu di cư đến Bắc Borneo rồi lập nên một cộng đồng nông nghiệp tại đây.

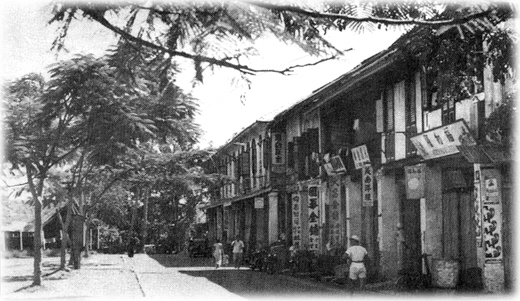
Phố Bond tại Jesselton có các cửa hiệu của người Hoa, k. 1930.

Từ thế kỷ 18, cây thuốc lá trở thành ngành trồng trọt đứng đầu của Bắc Borneo. Lịch sử ngành đốn gỗ tại Bắc Borneo có thể truy từ thập niên 1870. Kể từ thập niên 1890, xuất khẩu gỗ cứng tăng lên, khi quy mô đốn gỗ được mở rộng đặc biệt là vào giai đoạn giữa hai thế chiến. Trong thập niên 1900, Bắc Borneo tham gia làn sóng cao su. Sự kiện hoàn thành tuyến đường sắt Bắc Borneo giúp chuyên chở tài nguyên đến một cảng lớn tại bờ tây. Đến năm 1915, khoảng 34.828 mẫu Anh (14.094 ha) đất, cộng thêm các tiểu chủ người Hoa và Bắc Borneo, đã trồng cây cao su. Trong cùng năm, Thống đốc Bắc Borneo Aylmer Cavendish Pearson mời di dân người Nhật tham gia hoạt động kinh tế tại đây. Chính phủ Nhật Bản nhận được yêu cầu nhiệt tình và phái các nhà nghiên cứu đi khám phá các cơ hội kinh tế tiềm năng. Trong giai đoạn đầu, chính quyền Nhật Bản khuyến khích các nông dân của họ đến Bắc Borneo để trồng lúa do Nhật Bản phụ thuộc vào nhập khẩu gạo. Do người Nhật tăng quan tâm về tính kinh tế, họ mua các đồn điền cao su do chính phủ Bắc Borneo sở hữu. Đến năm 1937, Bắc Borneo xuất khẩu 178.000 mét khối gỗ, vượt qua Xiêm La.
Đơn vị tiền tệ ban đầu của Bắc Borneo là dollar Mexico, tương đương 100 cent. Đồng tiền này sau đó được neo với dollar Eo biển và tỷ giá là 9 dollar Eo biển (tương đương 5 dollar Mỹ vào đương thời). Các giấy bạc khác được phát hành trong suốt thời kỳ cai trị, trên tiền miêu tả núi Kinabalu hoặc huy hiệu của công ty.

## Xã hội

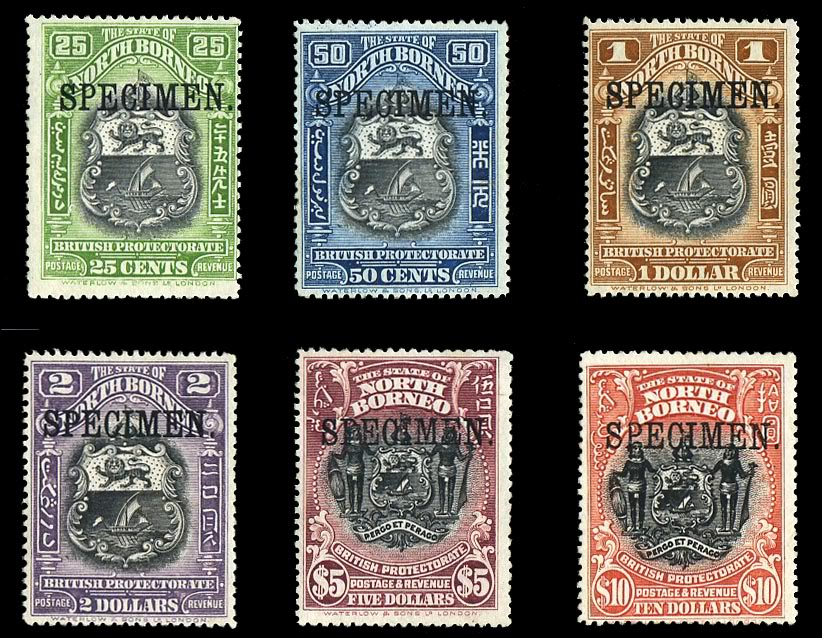
Các tem mẫu của Bắc Borneo năm 1911.

Năm 1881, có từ 60.000 đến 100.000 cư dân bản địa sống tại Bắc Borneo. Cư dân ven biển chủ yếu là người Hồi giáo, còn thổ dân chủ yếu sống tại nội lục. Kadazan-Dusun và Murut là nhóm bản địa lớn nhất tại vùng nội lục, còn người Bajau, Brunei, Illanun, Kedayan và Suluk chi phối tại các khu vực ven biển. Sau nhiều kế hoạch nhập cư do người Anh khởi xướng, dân số tăng lên 200.000 người vào năm 1920, 257.804 người vào năm 1930, 285.000 người vào năm 1935, và 331.000 người vào năm 1945. Chính phủ của Bắc Borneo không chỉ tuyển lao công người Hoa mà còn nhận các di dân người Nhật đến để khắc phục tình trạng thiếu nhân lực trong lĩnh vực kinh tế.
Một đường điện báo chạy từ Labuan đến Sandakan được xây dựng vào năm 1894; tiếp xúc phát thanh giữa Sandakan và Jesselton bắt đầu vào năm 1914. Đường sắt Bắc Borneo mở cửa cho công chúng vào ngày 1 tháng 8 năm 1914 và là hạ tầng chuyên chở chủ yếu đối với các cộng đồng bờ tây. Dịch vụ bưu chính cũng hiện hữu khắp hệ thống chính quyền.